# Werner Wilde
Werner Wilde (* 31. Oktober 1933) ist ein ehemaliger deutscher Fußballspieler. Zwischen 1956 und 1965 spielte er für den SC Wismut Karl-Marx-Stadt und die BSG Motor Zwickau in der DDR-Oberliga, der höchsten Spielklasse im DDR-Fußball. Mit nur einem Oberligaeinsatz wurde er mit dem SC Wismut DDR-Meister.

## Sportliche Laufbahn
Sein einziges Oberligaspiel für den SC Wismut Karl-Marx-Stadt bestritt Werner Wilde im Alter von 22 Jahren am 22. April 1956. Am 6. Spieltag der Saison 1956 (Kalenderjahrsaison) wurde er im Auswärtsspiel beim SC Rotation Leipzig (1:1) als Abwehrspieler eingesetzt. Mit einem Eigentor in der 51. Minute stellte er den Endstand her. Der SC Wismut beendete die Saison als Meister. Erst zwei Jahre später erschien Wilde wieder in der Oberliga, nun als Spieler der Betriebssportgemeinschaft (BSG) Motor Zwickau. Weiter als Verteidiger spielend, wurde er in den letzten zehn Punktspielen eingesetzt. Nachdem er 1959 wieder nur zu einem Oberligaeinsatz gekommen war, wurde er in unregelmäßigen Abständen in der Spielzeit 1960 in zwölf Oberligaspielen als Verteidiger aufgeboten. 1961 wurde der DDR-Fußball wieder auf den Sommer-Frühjahr-Spielrhythmus umgestellt. Dazu wurden von März 1961 bis Juni 1962 in der Oberliga 39 Spiele ausgetragen. Wilde sprang für den bisherigen Stammverteidiger Joachim Seiler ein und kam dadurch auf 31 Oberligaeinsätze. Die Saison 1962/63 fand wieder mit 26 Runden statt, Wilde kam aber nur in der Hinrunde in zehn Spielen zum Einsatz. Damit verpasste er auch das Endspiel um den DDR-Fußballpokal, das die Zwickauer mit 3:0 über den SC Empor Rostock gewannen. In den Spielzeiten 1963/64 und 1964/65 gehörte Wilde nicht mehr zum Spielerstamm der Zwickauer und wurde jeweils nur zweimal in Oberligaspielen eingesetzt. 1963 stand er als Verteidiger mit Motor Zwickau im Hinspiel der 1. Runde des Europapokals der Pokalsieger, das Zwickau mit 1:0 gegen MTK Budapest gewann. Im verlorenen Rückspiel (0:2) war Wilde nicht mehr dabei. Im Sommer 1965 beendete Werner Wilde seine Laufbahn im höherklassigen Fußball. Innerhalb von acht Spielzeiten hatte er 69 Oberligaspiele bestritten.